# Bataille de Montépilloy
 (octobre 2012).
Guerre de Cent Ans
Batailles
La bataille de Montépilloy qui a eu lieu le 15 août 1429, à Montépilloy (Oise) pendant la guerre de Cent Ans opposa les troupes anglaises du duc de Bedford et les troupes françaises du roi Charles VII, incluant Jeanne d'Arc et ses compagnons d'armes.

## Préambule
Jean de Lancastre, duc de Bedford, exerce la régence du royaume de France durant la minorité de son neveu Henri VI, proclamé « roi de France et d'Angleterre. »
Le 4 août 1429, Bedford quitte Paris avec une armée de 10 000 hommes pour venir à la rencontre des troupes menées par Charles VII, roi de France qui vient d'être sacré à Reims le 17 juillet.

Parvenu à proximité de Paris, l'armée royale quitte le 14 août 1429 ses positions de Dammartin-en-Goële et se dirige vers Baron puis Montépilloy afin de faire face au mouvement de l'armée anglo-bourguignonne commandée par le duc de Bedford, régent du royaume de France, venant de Senlis.

Après avoir fait une halte à Ermenonville, Charles VII positionne son armée entre Montépilloy et Mont l'Evêque.

## Les positions

### Forces anglaises
Les Anglo-Bourguignons sont positionnés à la lisière de la forêt, vers l'abbaye de la Victoire et sont protégés sur les deux tiers par la Nonette et un marécage. Le dernier tiers, tourné vers la plaine est fermé par des rangées de chariots et de pieux (pointes en avant).

Les Anglais, suivant leur habitude, serrés en masse avec leurs archers derrière une palissade de pieux et de charrettes, passent la nuit à s'enclore suivant la tradition anglaise.

### Forces françaises
En face, les Français ont disposé quatre corps :

- le premier est sous le commandement du duc d'Alençon et du comte de Vendôme ;
- le second est formé des Lorrains de René, duc de Bar ;
- le troisième corps, sous les ordres des maréchaux Gilles de Rais et Jean de Brosse de Boussac, forme l'aile ;
- le quatrième corps avec Jeanne d'Arc, Dunois bâtard d'Orléans, le sire d'Albret et la Hire forme l'avant-garde.

## La bataille
Après avoir observé les positions ennemies, Charles VII se montre soucieux de ne pas renouveler les erreurs commises lors des batailles de Crécy, de Poitiers, d'Azincourt et de la Journée des Harengs. Ces batailles passées tournant toutes à la déroute, Charles VII donne l'ordre formel de ne pas attaquer de front le retranchement anglais.
Il donne l'ordre à ses troupes de faire sortir l'ennemi de son refuge en le provoquant, en le menaçant, en l'insultant, etc.
Finalement, pendant toute la journée du 15 août, c'est le face à face, dans les armures chauffées à blanc par un soleil de plomb, et dans une poussière intenable. Personne ne bouge, les Anglais ne sortent pas, les Français ne chargent pas. La « bataille de Montépilloy » n'a pas lieu. 

En réalité, quelques escarmouches se produisent mais pas de bataille générale car des deux côtés, la prudence prévaut et la stratégie recommande de continuer le jeu habituel des sièges plutôt que de tout risquer lors d'une grande bataille rangée en présence des deux chefs de guerre.

## Après la bataille
Le soir, le roi Charles VII quitte ses positions et s'achemine avec son armée à Crépy-en-Valois tandis que le duc de Bedford se dirige vers Senlis.
L'armée royale s'avance ensuite vers Paris.